# پرنسس حجاب

نمونه‌ای از آثار پرنسس حجاب مربوط به مجموعهٔ دولچه

پرنسس حجاب (به انگلیسی: Princess Hijab) یک هنرمند خیابانی اهل فرانسه است. عمدهٔ فعالیت او شامل ترسیم روبنده روی تصاویر مُدل‌های برهنه و نیمه‌برهنه حاضر در بیلبوردها و تبلیغات نصب شده در مترو با استفاده از رنگ سیاه است. اطلاعات دقیقی از هویت و جنسیت او در دسترس نیست اما مشخص است که زادهٔ حدود سال ۱۹۸۸ میلادی در پاریس است.
پرنسس حجاب کارش را در سال ۲۰۰۶ و با محجبه کردن تصویر دیامز (معروف‌ترین رپر زن فرانسه) در پوستر یکی از آلبوم‌هایش آغاز کرد که اتفاقاً مدتی بعد به اسلام گروید. در سال ۲۰۱۰ دولت نیکولا سارکوزی در میان کشمکش‌های چند جانبه بر سر حقوق زنان، اسلام‌هراسی و آزادی‌های مدنی استفاده از روبنده را در اماکن عمومی ممنوع اعلام کرد. شش سال پیش از آن، استفاده از روسری و همهٔ نمادهای مشهود مذهبی در مدارس دولتی فرانسه ممنوع شده‌بود. با همهٔ این‌ها پرنسس حجاب تأکید می‌کند که کارش هیچ ارتباطی با ممنوعیت حجاب در فرانسه ندارد و منظورش از انجام آن تقبیح یا دفاع از چیزی نیست. به‌نظر او «نکتهٔ جالب در مورد برقع این است که هم‌زمان که شخص را منزوی می‌کند او را در مرکز توجه قرار می‌دهد، به ویژه در فرانسه».
آثار او در نمایشگاه‌های مختلف از نیویورک تا وین به نمایش گذاشته شده و بحث‌هایی را در مورد فمینیسم و بنیادگرایی برانگیخته‌اند. این آثار معمولاً دوام زیادی ندارند چون خیلی سریع توسط کارکنان مترو از تابلوهای تبلیغاتی زدوده می‌شوند.